# 近江谷好幸
近江谷 好幸（おおみや よしゆき、1959年1月8日 - ）は、北海道常呂町（現北見市）出身の男子カーリング選手。社団法人日本カーリング協会 (JCA) 強化指定選手。北海道常呂高等学校、北海道立農業大学校卒業。北見市教育委員会常呂教育事務所勤務。1998年長野オリンピックカーリング競技男子日本代表。

## 来歴
- 高校時代はバスケットボール部、大学校時代と青年団所属時代はバレーボール部に所属。
- 26歳頃からカーリングを始める。
- 1998年2月、長野オリンピックカーリング競技代表[1]。最終順位は5位[2]。
- 2002年2月、ソルトレークシティオリンピックではカーリング競技女子日本代表のシムソンズコーチとして参加した[3]。
- 2006年2月、シムソンズをモデルとした映画「シムソンズ」が公開される。近江谷をモデルとする人物を大泉洋が演じた。
- その後、「チーム近江谷」のスキップとして、長野五輪当時のチームメイトである敦賀信人[4]と共に二度目の五輪出場を目指していたが、2006年の第39回世界カーリング選手権出場以降は娘の近江谷杏菜の所属チーム「grace」のコーチを務めていた。
- 現在は娘杏菜の実妹の近江谷七海がスキップとして率いる北見選抜のコーチを務めている。

## チーム

### 4人制男子
| シーズン | スキップ                                           | サード                                             | セカンド                                           | リード                                             | リザーブ                                           | 備考      |
| -------- | -------------------------------------------------- | -------------------------------------------------- | -------------------------------------------------- | -------------------------------------------------- | -------------------------------------------------- | --------- |
| 1987-88  | 小林宏                                             | 満野順一郎                                         | 近江谷好幸                                         | 今成博之                                           |                                                    | JCC 1988  |
| 1989-90  | 内田義一                                           | 近江谷好幸                                         | 吉岡茂治                                           | 田中弘道                                           |                                                    | JCC 1990  |
| 1990-91  | 内田義一                                           | 近江谷好幸                                         | 青木学                                             | 堀井雅俊                                           | 田中弘道                                           | JCC 1991  |
| 1991-92  | 今橋福浩、矢野利夫、佐藤茂則、中島稔、近江谷好幸   | 今橋福浩、矢野利夫、佐藤茂則、中島稔、近江谷好幸   | 今橋福浩、矢野利夫、佐藤茂則、中島稔、近江谷好幸   | 今橋福浩、矢野利夫、佐藤茂則、中島稔、近江谷好幸   | 今橋福浩、矢野利夫、佐藤茂則、中島稔、近江谷好幸   | JCC 1992  |
| 1992-93  | 今橋福浩、矢野利夫、近江谷好幸、関根隆博、佐藤茂則 | 今橋福浩、矢野利夫、近江谷好幸、関根隆博、佐藤茂則 | 今橋福浩、矢野利夫、近江谷好幸、関根隆博、佐藤茂則 | 今橋福浩、矢野利夫、近江谷好幸、関根隆博、佐藤茂則 | 今橋福浩、矢野利夫、近江谷好幸、関根隆博、佐藤茂則 | JCC 1993  |
| 1993-94  | 今橋福浩、矢野利夫、近江谷好幸、関根隆博、佐藤茂則 | 今橋福浩、矢野利夫、近江谷好幸、関根隆博、佐藤茂則 | 今橋福浩、矢野利夫、近江谷好幸、関根隆博、佐藤茂則 | 今橋福浩、矢野利夫、近江谷好幸、関根隆博、佐藤茂則 | 今橋福浩、矢野利夫、近江谷好幸、関根隆博、佐藤茂則 | JCC 1994  |
| 1994-95  | 佐藤茂則                                           | 近江谷好幸                                         | 今橋福浩                                           | 矢野利夫                                           | 関根隆博                                           | PPC 1994  |
| 1997-98  | 敦賀信人                                           | 佐藤浩                                             | 近江谷好幸                                         | 工藤博文                                           | 中峰寿彰                                           | OG 1998   |
| 1998-99  | 敦賀信人                                           | 堀員仁                                             | 佐藤浩                                             | 工藤直樹                                           | 近江谷好幸                                         | PPC 1998  |
| 1999-00  | 敦賀浩司                                           | 志賀孝悟                                           | 近江谷好幸                                         | 山口浩俊                                           | 表周一郎                                           | JCC 2000  |
| 2001-02  | 近江谷好幸                                         | 田渕収―                                            | 井川和彦                                           | 平間祐次                                           | 藤澤公                                             | JCC 2002  |
| 2003-04  | 近江谷好幸                                         | 敦賀信人                                           | 井川和彦                                           | 平間祐次                                           | 合坂幸介                                           | JCC 2004  |
| 2004-05  | 近江谷好幸                                         | 敦賀信人                                           | 井川和彦                                           | 平間祐次                                           | 竜滝剛                                             | JCC 2005  |
| 2005-06  | 近江谷好幸                                         | 敦賀信人                                           | 井川和彦                                           | 平間祐次                                           | 竜滝剛                                             | PCC 2005  |
| 2005-06  | 近江谷好幸                                         | 敦賀信人                                           | 竜滝剛                                             | 井川和彦                                           | 平間祐次                                           | WMCC 2006 |

## 主な成績
1992年
- 第9回日本カーリング選手権大会[8] ：優勝（イワケシュアトムズ）

1993年
- 第10回日本カーリング選手権大会[8] ：優勝（イワケシュアトムズ）

1994年
- 第11回日本カーリング選手権大会[8] ：優勝（イワケシュアトムズ）
- 第4回パシフィックカーリング選手権[9] ：2位

1995年
- 第5回パシフィックカーリング選手権[18] ：2位

1997年
- 第14回日本カーリング選手権大会[8] ：優勝（男子全日本チーム）
- 第7回パシフィックカーリング選手権[19] ：2位

1998年
- 長野冬季オリンピックカーリング競技 ：5位
- 第15回日本カーリング選手権大会[8] ：優勝（男子全日本チーム）
- 第8回パシフィックカーリング選手権[20] ：2位

1999年
- 第16回日本カーリング選手権大会[8] ：優勝（男子全日本チーム）

2004年
- 第21回日本カーリング選手権大会[14] ：優勝（スーパーマリナーズ）

2005年
- 第22回日本カーリング選手権大会[15] ：優勝（チーム近江谷）
- 第15回パシフィックカーリング選手権[16] ：2位

2006年シーズン
- 第39回世界カーリング選手権[17] ：11位